# 시황춘역
시황춘역(중국어: 西黄村站)은 중국 베이징시 스징산구 핑궈위안 가도 톈춘로 국철 시황춘역 북측에 위치한 베이징 지하철 6호선의 지하철역이다. 2018년 12월 30일 6호선 서쪽 연장 개통과 함께 개장하였다.

## 위치
시황춘역은 서5환로 외곽, 톈춘로(동서 방향)와 예정된 시황춘로, 북공대 북로(남북 방향)의 교차점에 위치한다.

## 역 구조

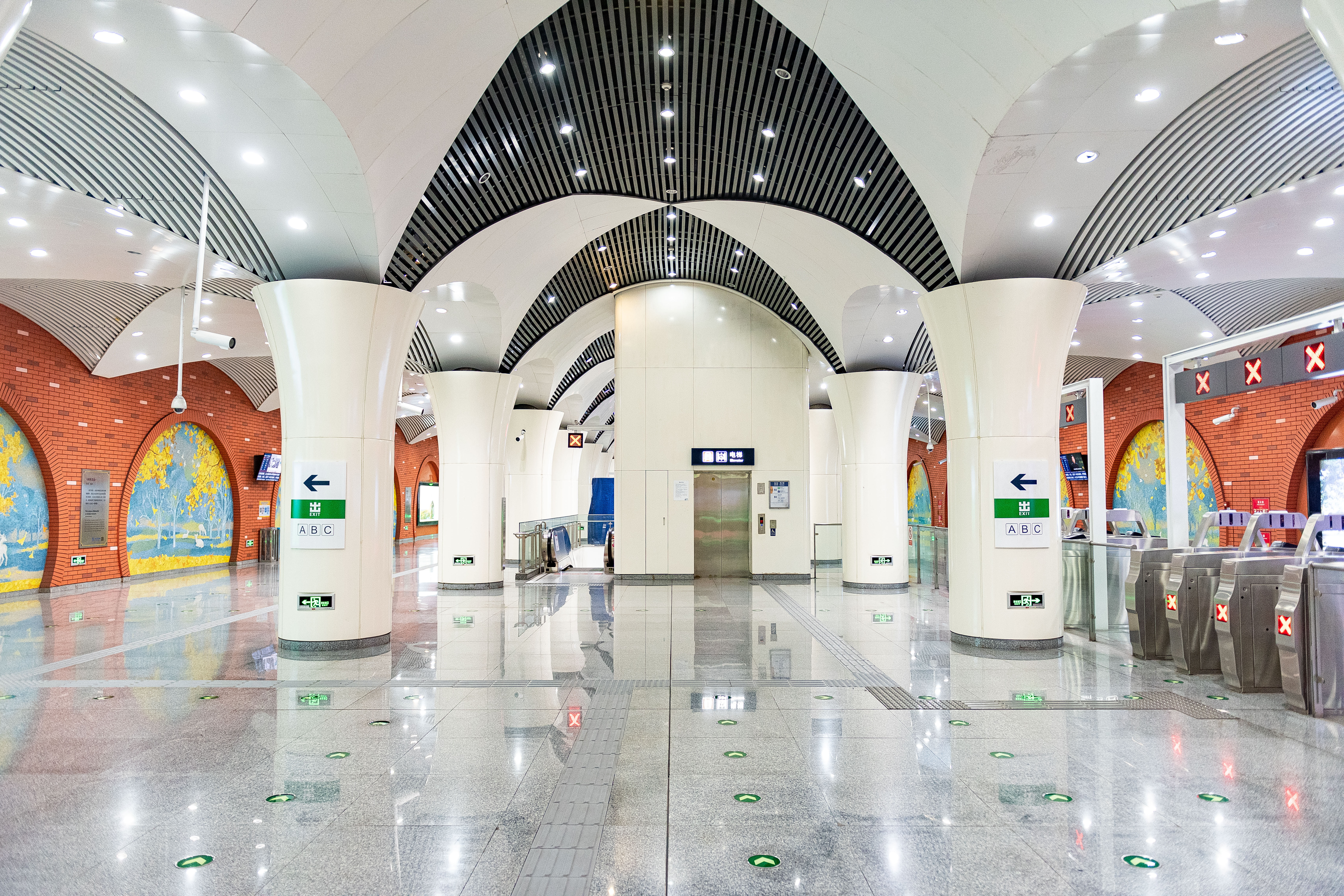
대합실 (2021년 6월)

시황춘역은 섬식 승강장으로 설계된 건축 면적 11,700㎡의 지하역이다.

### 층별 구조
| 지면층             | 가도                            | A—C출입구                          |
| 지하 1층 대합실 층 | 대합실                          | 고객센터, 자동 발매기, 출입 게이트 |
| 지하 2층 승강장 층 | ←                               | ■ 6호선 진안차오 방면 (양좡)       |
| 지하 2층 승강장 층 | 섬식 승강장, 왼쪽 출입문이 열림 |                                    |
| 지하 2층 승강장 층 | →                               | ■ 6호선 루청 방면 (랴오궁좡)       |

대합실의 주요 색상은 주황색이다. 내부에는 베이징의 가을 풍경을 주제로 한 8개의 벽화 세트가 있다.

## 출입구
이 역은 3개의 출입구가 있다.
|                         |                | |      |             |
| 출구                    | 지시           | 출구 인근                                                                                            | 사진 | 무장애 시설 |
| 出口 · A                | 톈춘로(田村路) | 시황춘 북리(西黄村北里)                                                                              |      |             |
| 出口 · B                | 톈춘로(田村路) | 융징톈청(雍景天成), 서5환(西五环)                                                                    |      | 빈칸        |
| 出口 · C                | 톈춘로(田村路) | 융징쓰지(雍景四季), 21세기 유치원(二十一世纪幼儿园), 시황춘 남리(西黄村南里), 군과원단지(军科院小区) |      |             |
| 아이콘 설명: 엘리베이터 |                | |      |             |

## 건설 역사
이 역은 베이징건설토목공사에서 얕은 매설 및 지하 굴착 공법을 사용하여 건설했다. 시황춘 교두에 위치한 주유소는 유일한 위험 지점이다. 주유소의 석유 저장소 바닥과 터널 아치 사이의 수직 거리는 18m에 불과하다. 시황춘역 건설 과정에서 침하량은 항상 13mm 이내로 통제되었다.
2018년 11월 16일, 시황신촌 동리 공동체 주민 20여 명이 주민위원회와 시공 건설업체인 베이징건설공정토목공사의 조직 하에 자발적인 청소를 위해 시황춘역으로 갔다.